# Маух, Томас
Томас Маух (нем. Thomas Mauch; род. 4 апреля 1937, Хайденхайм-на-Бренце) — немецкий кинооператор, сценарист, режиссёр, продюсер.

## Биография
Сын фабриканта, учился в Вальдорфской школе. С 1957 работал в киноиндустрии как фотограф. В 1959—1963 был ассистентом у Эдгара Райца. С 1963 преподавал в Ульмской школе дизайна. Работал с Александром Клюге. С 1967 постоянно сотрудничал с Вернером Херцогом.
Жена — кинорежиссёр Хельма Зандерс-Брамс, у супругов есть дочь. От режиссёра и писательницы Пии Франкенберг у Томаса Мауха есть сын. Позднее его спутницей стала продюсер Габриэле Рётемайер.

## Избранная фильмография (операторские работы)
- 1966: Прощание с прошлым (Александр Клюге; второй оператор)
- 1966: Плохие времена (Эдгар Райц)
- 1967: Артисты под куполом цирка: беспомощны (Александр Клюге; второй оператор)
- 1968: Знаки жизни (Вернер Херцог)
- 1969: Летающие врачи Восточной Африки (Вернер Херцог, документальный)
- 1970: И карлики начинали с малого (Вернер Херцог)
- 1972: Агирре, гнев божий (Вернер Херцог; Немецкая кинопремия, Национальная премия кинокритиков США)
- 1975: Превращение (Ян Немец, по Кафке)
- 1975: Свадьба Ширин (Хельма Зандерс-Брамс)
- 1975: Сильный Фердинанд (Александр Клюге)
- 1976: How Much Wood Would a Woodchuck Chuck (Вернер Херцог)
- 1977: Строшек (Вернер Херцог)
- 1977: Генрих, биографический фильм о Клейсте (Хельма Зандерс-Брамс)
- 1978: Неаполитанские братья и сестры (Вернер Шрётер; Немецкая кинопремия)
- 1980: Палермо или Вольфсбург (Вернер Шрётер)
- 1981: Desperado City (Вадим Гловна)
- 1981: Ни милосердия, ни будущего (Хельма Зандерс-Брамс)
- 1982: Фицкарральдо (Вернер Херцог)
- 1983: Власть чувств (Александр Клюге)
- 1987: Далекая страна (Люк Бонди, по Шницлеру)
- 1989: Последний обход Валлера (Кристиан Вагнер; Немецкая кинопремия)
- 1994: До свидания, Америка (Ян Шютте)
- 1995: Трансатлантида (Кристиан Вагнер)
- 1995: I.D. (Филипп Дэвис)
- 2000: Дочери короля (Патрисия Мазюи)
- 2004: Родина −3 (Эдгар Райц)
- 2006: Warchild (Кристиан Вагнер)